# Åmot (Suède)
Pour les articles homonymes, voir Åmot.
Åmot est une localité de Suède dans la commune d'Ockelbo située dans le comté de Gävleborg.
Sa population était de 214 habitants en 2019.